# ウィーン・トーンキュンストラー管弦楽団

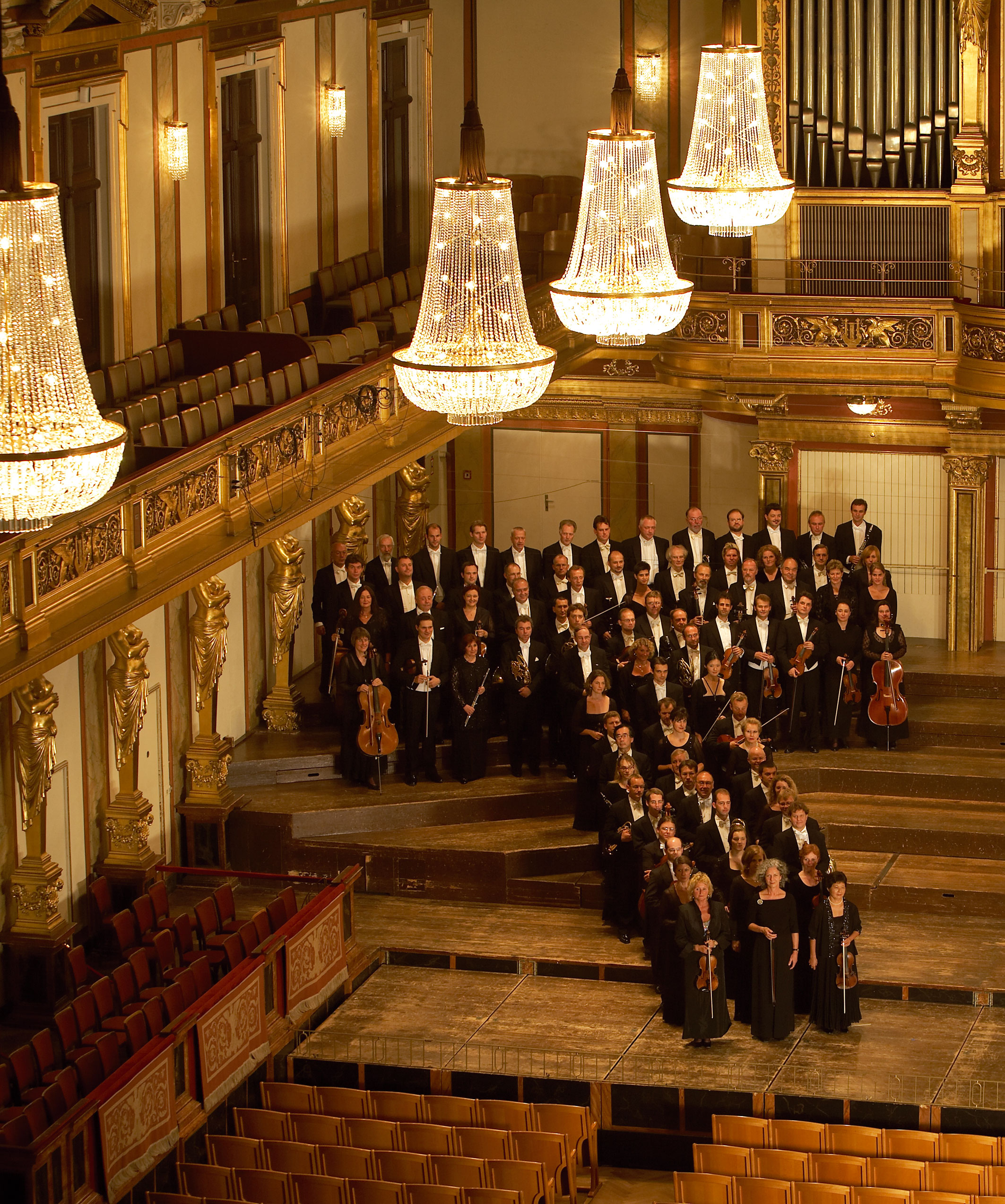
ウィーン楽友協会でのトーンキュンストラー管弦楽団

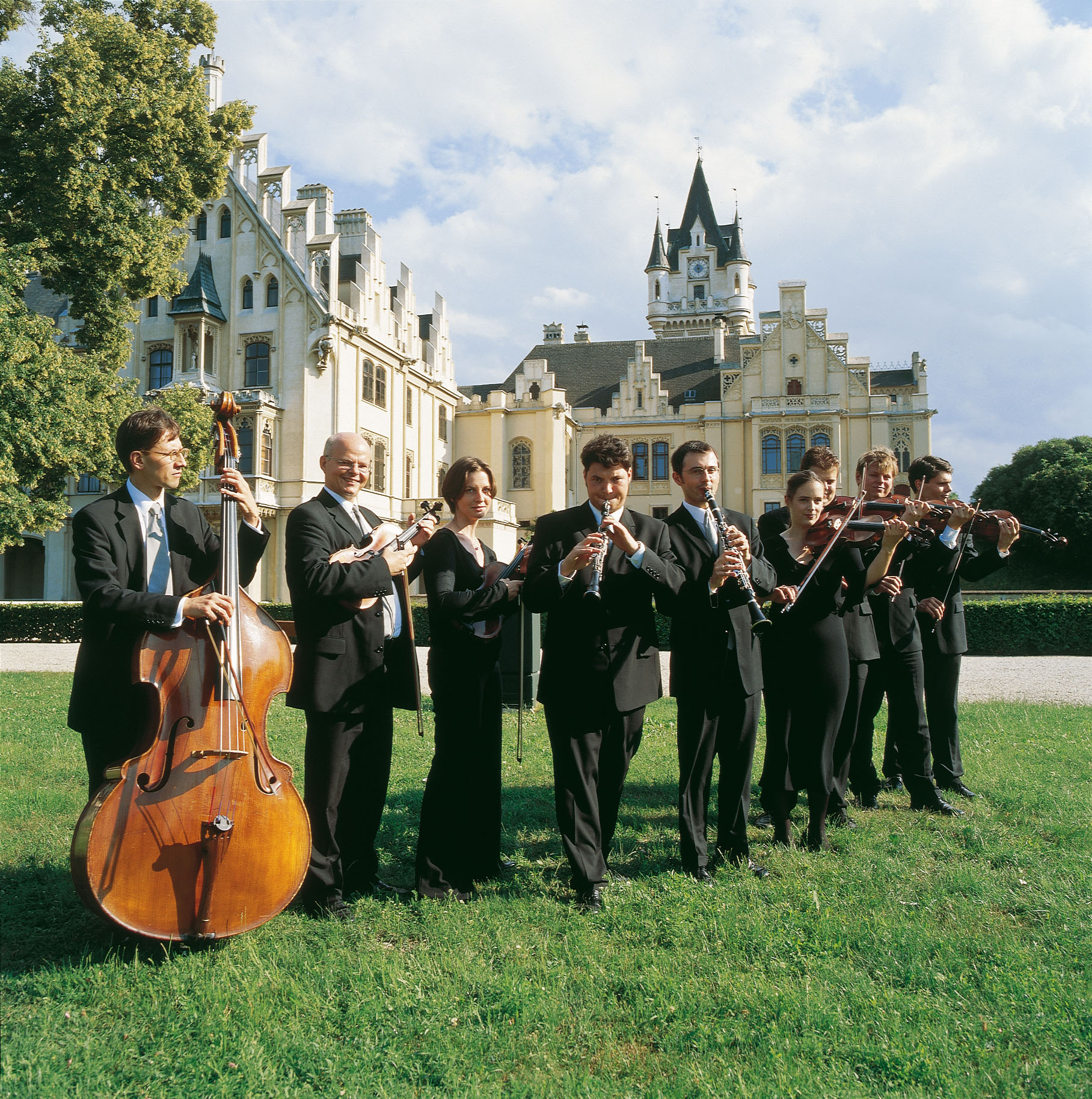
グラーフェネックでのトーンキュンストラー管弦楽団

トーンキュンストラー管弦楽団（ドイツ語: Tonkünstler-Orchester Niederösterreich）は、ニーダーエースターライヒ州の州都ザンクト・ペルテンおよびウィーンを活動拠点とするオーケストラである。正式名称にNiederösterreichとある通り、ニーダーエースターライヒのオーケストラであると明確に名前に刻まれている。ウィーンという呼称をつけて呼ぶのは日本のみである。

## 活動拠点
ウィーン州とニーダーエースターライヒ州を活動拠点としている。ウィーンでは、ウィーン楽友協会の大ホール（黄金のホール）でコンサートを行っている。また、楽友協会は、グラス・ホールをリハーサル室に提供している。そして、ニーダーエースターライヒ州のオーケストラとして、州都ザンクト・ペルテンの「フェストシュピールハウス」を第2の活動拠点としている。2007年夏から、グラフェネッグ国際音楽祭の音楽祭管弦楽団（レジデント・オーケストラ）として活動している。

## 沿革
オーケストラの名称の起源は、ハイドンやモーツァルトの時代にコンサートを企画していたウィーンの「音楽家協会」(Tonkünstler-Sozietät）である。この名称は、20世紀初頭に設立されたウィーンの音楽家管弦楽団協会（Verein des Tonkünstler-Orchesters）に引き継がれた。第1回目の演奏会は、1907年にウィーン楽友協会で行われ、ゴルトマルク、グリーグ、リスト、ベートーヴェンの作品が演奏された。1913年にはシェーンベルクの『グレの歌』の初演を行った。日曜日の午後に行われる演奏会は、ウィーンの人々には特に親しまれた。第一次世界大戦中、オーケストラは財政難のため、「ウィーン演奏協会（Wiener Konzertverein）」に合併された。1933年まで、協会はウィーン・トーンキュンストラー管弦楽団として演奏会を行っていたが、のちに第二次世界大戦の終了まで「Wiener NS. Tonkünstler-Orchester」「Gau-Sinfonieorchester Niederdonau」と名称を変更し活動を続けることになる。
1946年、ニーダーエースターライヒ州は州のオーケストラを設立したが、それまでの経緯から「Landessymphonieorchester Niederösterreich」と名付けた。また、日曜日の午後の演奏会も復活させた。2002年、組織改革が行われ、現在は「Tonkünstler-Orchester Niederösterreich」と呼ばれている。

## 首席指揮者
- クルト・ヴェス（1946年 - 1951年）
- グスタフ・コスリク （1951年 - 1964年）
- ハインツ・ヴァルベルク（1964年 - 1975年）
- ワルター・ウェラー（1975年 - 1978年）
- ミルティアデス・カリディス（1978年 - 1988年）
- イサーク・カラブチェフスキー（1988年 - 1994年）
- ファビオ・ルイージ（1994年 - 2000年）
- カルロス・カルマー（2000年 - 2003年）
- クリスチャン・ヤルヴィ（2003年 - 2009年）
- アンドレス・オロスコ＝エストラーダ（2009年 - 2014年）[1]
- 佐渡裕（2015年 - ）
- ファビアン・ガベル（英語版）（2025年 - ） 次期首席指揮者

客演指揮者には、ヴィルヘルム・フルトヴェングラー、クレメンス・クラウス、パウル・ヒンデミット、ヤンソンス父子、ズービン・メータ、クリストフ・フォン・ドホナーニ、ハインツ・カール・グルーバー、ジェフリー・テイトらがいる。また、共演したソリストには、ファジル・サイ、アルテュール・グリュミオー、レオニード・コーガン、ヴォルフガング・シュナイダーハン、ムスティスラフ・ロストロポーヴィチ、イザベル・ファン・クーレン、ハインリヒ・シフ、アルフレート・ブレンデル、ルドルフ・ブッフビンダー、グリゴリー・ソコロフ、エディタ・グルベローヴァ、アグネス・バルツァ、クリスタ・ルートヴィヒらがいる。
2013年11月6日（現地時間）、当オーケストラの新音楽監督として佐渡裕が就任することが発表された（契約期間は3年間）。2015年9月（2015-16シーズン）より活動開始。

## レパートリーなど
ハイドン、モーツァルト、ベートーヴェンらの古典派、シューベルト、ブラームス、ブルックナー、マーラーなどのロマン派の音楽は、重要なレパートリーである。また今日では、20世紀の音楽、現代音楽の演奏もよく知られている。
オーストリアのオーケストラの中では、音楽教育のプログラムを一番早く取り入れた。

## 演奏旅行
21世紀初頭に、イギリスとバルト三国への演奏旅行を行った。そして2007年度と2008年度には、ドイツ、スロベニア、チェコ、ハンガリー、およびアジア諸国への演奏旅行も行った。